# Пандаїт
Пандаїт — барієвий, істотно гідратований пірохлор. Параметр чарунки у пандаїту з околиць Мбеї (Танзанія) становить 1,056 нм, у пандаїту з Мріми і Мбале (Замбія) 1,058 нм. Дуже крихкий і тріщинуватий. Питома вага 4,00, у стронцієвого 3,33-3,43. Колір жовто-бурий, жовтувато-сірий, оливково-сірий, жовтувато-бурий, блідо-жовтий. Ізотропний. n = 2,07-2,11. У відбитому світлі сірий. Відбивна здатність трохи нижче, ніж у звичайного кристалічного пірохлору. Характерні дуже великий дефіцит атомів групи А і здатність до обміну катіонів (адсорбує Tl при обробці розчинами TlNO3 або рідиною Клерічі, при цьому параметр елементарної комірки зростає). Ba і Sr вилуговуються при обробці соляною кислотою (4N). Менш сильну дію, ніж на пірохлор, надає HBF4. Вперше пандаїт був виявлений в Мбеі в горах Панда у вивітреній біотитовій породі контактної зони карбонатитів. Власне пандаїт встановлений в пірохлорових концентатах з карбонатитів зони Мбале (Мбея) — з лімонітом і горсейкситом, Луеша (Ківу, Конго) і Араші (Сакраменто, Бразилія); в Араші зерна і кристали пандаїту містять вростки гематиту, лейкоксена і магнетиту; в Мбале і Мріме пандаїт утворює тісні проростання з пірохлор.